# لودويغ بفاو
لودويغ بفاو (بالألمانية: Ludwig Pfau)‏ (و. 1821 – 1894 م) هو شاعر، ومؤلف، ومترجم، وصحفي، وكاتب، وثوري ألماني، ولد في هايلبرون، توفي في شتوتغارت، عن عمر يناهز 73 عاماً، بسبب الأمراض الدماغية الوعائية.

## وصلات خارجية
- لودويغ بفاو على موقع ميوزك برينز (الإنجليزية)
- لودويغ بفاو على موقع ديسكوغز (الإنجليزية)